# Toshimitsu Motegi
Toshimitsu Motegi (in giapponese: 茂木 敏充; Ashikaga, 7 ottobre 1955) è un politico giapponese, ministro degli esteri dal 2019 al 2021.

## Biografia
Originario di Ashikaga, nella prefettura di Tochigi, Motegi è nato il 7 ottobre 1955. Si è laureato all'Università di Tokyo nel 1978 e ha lavorato per la società commerciale Marubeni dal 1978 al 1980. Nel 1983 ha conseguito un master post laurea in politiche pubbliche presso la John F. Kennedy School of Government dell'Università di Harvard e ha iniziato lavorato come reporter politico per il quotidiano Yomiuri Shimbun, oltreché come impiegato nella società di consulenza McKinsey & Company (dal 1984 al 1992).

### Carriera politica
È stato eletto alla Camera dei rappresentanti per la prima volta alle elezioni parlamentari del 1993, come membro del Nuovo Partito del Giappone, in rappresentanza del 5º distretto di Tochigi. È più tardi entrato a far parte del Partito Liberal Democratico, nel 1995.
Nell'ottobre 2002, sotto la guida del primo ministro Jun'ichirō Koizumi, è stato nominato viceministro degli affari esteri. Koizumi lo ha quindi promosso a ministro di Stato per gli affari di Okinawa e dei Territori del Nord, per la politica scientifica e tecnologica e l'informatica (settembre 2003).
Il 1º agosto 2008, Yasuo Fukuda lo ha nominato ministro di Stato incaricato dei servizi finanziari e delle riforme amministrative. Dopo il successo dei liberali alle elezioni generali del 2012, che hanno portato all'elezione di Shinzō Abe a primo ministro, Motegi è stato nominato ministro dell'economia, del commercio e dell'industria (dicembre 2012), e quindi ministro del rilancio economico e ministro di Stato per le politiche economiche e fiscali (2017).
L'11 settembre 2019 è nominato ministro degli affari esteri, incarico nel quale rimane fino al 4 novembre 2021, quando diviene segretario generale del Partito Liberal Democratico.